# Rosa Staltari
Rosa Staltari, née le 3 mai 1951 à Antonimina (Italie) et morte le 4 janvier 1974 à Palerme, est une religieuse italienne, enseignante, reconnue vénérable par le pape François le 21 décembre 2020.

## Biographie
Rosa Staltari le 3 mai 1951 à Antonimina, en Calabre. Elle est orpheline de mère à l'âge de deux ans ; son père la confie aux filles de Notre-Dame du Mont Calvaire, qui gèrent un centre d'éducation pour enfants abandonnés. Elle y étudie jusqu'à quatorze ans, puis elle entre en 1965 chez les Filles de Marie Co-Rédemptrice. Elle y effectue trois ans d'étude, jusqu'à son diplôme professionnel de secrétaire ; elle obtient aussi la qualification d'institutrice en maternelle.
L'ordre des Filles de Marie Co-Rédemptrice où elle a étudié est un ordre récent. Elle en rencontre le fondateur et la cofondatrice, et exprime le désir d'intégrer cet ordre religieux. Elle est postulante pendant deux ans, puis est admise en 1972 au noviciat.
L'année suivante, en 1973, elle prononce ses vœux religieux,. Elle est envoyée à Palerme en Sicile pour y enseigner,. Elle y est particulièrement sensible et attentive aux orphelins, comme au service de ses sœurs. Fréquemment victime de malaises et d'évanouissements, elle meurt soudainement le 4 janvier 1974, à vingt-deux ans,.

## Procédure en béatification
Sa cause en béatification est introduite et instruite par le diocèse de Locri-Gerace, de 2002 à 2006, puis transmise à Rome, à la congrégation pour la cause des saints, qui l'étudie de nouveau et l'approuve.
Le pape François autorise le 21 décembre 2020 la promulgation du décret reconnaissant l'héroïcité de ses vertus, et la reconnait ainsi vénérable,,.
Sa fête est le 4 janvier.